# ویدا قهرمانی
ویدا قهرمانی (۶ خرداد ۱۳۱۶ – ۱۲ خرداد ۱۳۹۷) بازیگر ایرانی بود.

## زندگی‌نامه
ویدا قهرمانی در سال ۱۳۱۶ در تهران به دنیا آمد. در سال ۱۳۳۳ فعالیت سینمائی خویش را آغاز کرد. جوانی، زیبایی و استعداد او سبب شد که بلافاصله در فیلم چهار راه حوادث به کارگردانی ساموئل خاچیکیان در نقش مقابل ناصر ملک‌مطیعی که در اوج شهرت سینمائی خود بود قرار گیرد. شرکت دختری هیجده ساله در فیلم فارسی اقدامی متهورانه بود که تا آن تاریخ در سینمای نوپای آن زمان سابقه نداشت. جامعه، همانند تمام پدیده‌های دیگر در ایران تحت تأثیر رابطه‌ها و ضابطه‌های مرد سالاری بود و شرکت دختری را در فیلم برنمی‌تافت و صلاح نمی‌دانست. زنانی که در انگشت شمار فیلم‌های فارسی نقشی ایفا می‌کردند یا به دلیل سابقه تئاتری یا خوانندگی شناخته شده بودند یا از مرز ازدواج گذشته بودند. قهرمانی که در خانواده‌ای پیشرو متولد شده و از حمایت پدری صاحب منصب و تحصیل کرده در اروپا و مادری فرهنگی برخوردار بود، از پشت میز دبیرستان به جلوی دوربین فیلم‌برداری رفت.
اخراج او از دبیرستان و محرومیت از تحصیل به «جرم» بازی در فیلم، برخی از تبعات بازیگری او بود. ویدا با پایداری و ادامه راه هنریش، راهگشایی شد برای دختران جوان و با استعداد دیگر که برای رسیدن به هدفشان کوشا و مقاوم باشند.

ویدا قهرمانی پس از بازی در فیلم‌های به یاد ماندنی و تاریخ ساز صنعت سینمای ایران همچون چهارراه حوادث، طوفان در شهر ما، فریاد نیمه شب، فردا روشن است و آتش و خاکستر در مقابل هنرپیشگان بنامی چون ناصر ملک‌مطیعی، محمدعلی فردین، آرمان هوسپیان، حسین دانشور، گرشا رئوفی، بهروز وثوقی و … و کارگردانان معروفی همچون ساموئل خاچیکیان، آرامائیس آقامالیان، سردار ساگر، خسرو پرویزی و … و کسب تجربه، خود اقدام به تهیه فیلمی نمود به نام آخرین نسل خان که برای نمایش نام آن به عشق و انتقام تغییر یافت و کاری بود مشترک با فردین، داویت یقیازاریان و احسانی.

ما دویدیم به طرف همدیگه، ناصر من رو بغل کرد و لبش رو گذاشت روی لب من. من فکر کردم اگر که من هیچ نوع مقاومتی بکنم فیلم خراب می‌شه. در نتیجه هیچ کاری نکردم تا ساموئل کات داد. وقتی کات داد من شروع کردم گریه کردن…
من و پدرم توی لژ نشسته بودیم. من قلبم بالا و پائین می‌رفت که چی می‌شه الان و اون بوسه‌هه کجاست. بابام اگه ببینه چی میگه. رسید به آخر فیلم، صحنهٔ بوسه که اومد، فریز شد برای مدتی بعد لغت پایان اومد روش. هیچ‌کس هم تکون نمی‌خورد از جاش. همه نشسته بودند تماشا می‌کردند. من یواش به بابام نگاه کردم. پدرم با یک نگاه ستایش‌آمیزی به من نگاه می‌کرد و به من گفت: «سد رو شکستی»

ویدا قهرمانی، دربارهٔ اولین بوسهٔ سینمای ایران
ویدا همین‌طور به مدت دو سال تهیه‌کننده و مجری برنامه‌ای ابتکاری و بسیار موفق و پربیننده تلویزیونی به نام جاده شانس در اولین ایستگاه تلویزیونی ایران «تلویزیون ثابت پاسال» بود که جاذبه آن باعث جلب پشتیبانی اقتصادی کمپانی‌های خارجی مانند شرکت هواپیمائی «لوفت هانزا» یا وسایل آرایشی «لائورا» و غیره به وسایل ارتباط جمعی ایران شد.
او همچنین مبتکر کافه نگارخانه به نام موند و دانسینگ رستورانی به نام کوچینی است که هر دو با هدف به وجود آوردن محیطی ثابت برای نمایش استعدادهای هنری و جوان در رشته‌های نقاشی، مجسمه‌سازی و موسیقی پایه‌گذاری شد و گروه بلک کتز با فرهاد مهراد، ابی، حسن شماعی‌زاده از جمله جوانانی بودند که در کانونی به نام کوچینی، هنر و خلاقیت خود را پرورش داده و به شهرت رسیدند.
ویدا برای چند سال در انگلستان به تحصیلاتش در رشته کارگردانی تلویزیون و تهیه برنامه‌های کودکان ادامه داد و پس از بازگشت به ایران در کانون پرورش فکری کودکان و نوجوانان مربی تئاتر خلاقه کودکان و نوجوانان بود، بالاخره در سال ۱۳۵۵ موفق به تکمیل دوره دبیرستان و ورود بلافاصله به دانشکده برای دوره «آموزش قبل از دبستان» شد و در سال ۱۳۵۸ با پذیرش دانشگاه برای دوره کارشناسی ارشد وارد آمریکا شد، با هدف گسترش معلومات و تجربه سیستم‌های مدرن آموزشی و برگشت و استفاده از آن در پیشبرد آموزش و پرورش در گوشه و کنار ایران. که اقامت در آمریکا ادامه پیدا کرد.
ویدا قهرمانی عضو سندیکای هنرپیشگان آمریکا، و مشاور هنری و همکار گروه نمایشی سازمان غیرانتفاعی ریسمان طلایی (Golden Thread productions) در سانفرانسیسکو بود، که چندین سال است به همت ترنج یقیازاریان «دخترش» تأسیس و به‌طور فعالانه‌ای کوشش در گسترش فرهنگ ایران و خاورمیانه و شناسائی بیشتر آن به دنیای غرب از طریق تئاتر و ادبیات غنی ایران دارند و در فستیوال سالانه «نمایشنامه‌های کوتاه» که شرط اصلی آن طرح مسائل خاورمیانه است، هر سال از سراسر جهان نمایشنامه‌ها به مرکز سازمان فرستاده می‌شود و از میان آن به قضاوت هیئت متخصص ده نمایشنامه انتخاب شده و پس از استخدام کارگردان و بازیگران و تیم فنی و تمرینات مفصل در زمانی معین به روی صحنه می‌آید.
ویدا قهرمانی علاوه بر صحنه تئاتر در فیلم‌هایی نیز در آمریکا شرکت داشته‌است. از جمله فیلم‌هایی که او در خارج از ایران بازی کرده‌است، می‌توان به فیلم هزاران سال دعاهای خوب به کارگردانی وین ونگ اشاره کرد.

## فیلم‌شناسی

### در ایران
| سال انتشار | عنوان فیلم                     |
| ---------- | ------------------------------ |
| ۱۳۳۴       | چهارراه حوادث                  |
| ۱۳۳۷       | طوفان در شهر ما                |
| ۱۳۳۷       | دشمن زن                        |
| ۱۳۳۸       | یکی بود یکی نبود               |
| ۱۳۳۸       | افسانه شمال                    |
| ۱۳۳۹       | فردا روشن است                  |
| ۱۳۳۹       | بچه‌های محل                     |
| ۱۳۳۹       | بچه ننه                        |
| ۱۳۳۹       | آتش و خاکستر                   |
| ۱۳۴۰       | گرگ صحرا                       |
| ۱۳۴۰       | فریاد نیمه‌شب                   |
| ۱۳۴۰       | صد کیلو داماد                  |
| ۱۳۴۰       | دختران حوا                     |
| ۱۳۴۰       | پستچی                          |
| ۱۳۴۱       | خداداد                         |
| ۱۳۴۴       | عشق و انتقام                   |
| ۱۳۴۴       | صیادان نمکزار                  |
| ۱۳۶۷       | کارآگاه ۲                      |
| ۱۳۷۰       | مجموعهٔ عروسکی «سرزمین خوشبختی» |

### خارج از ایران
| سال انتشار | عنوان فیلم                    | نقش        |
| ---------- | ----------------------------- | ---------- |
| ۱۹۸۹       | تعطیلات سیاه (فیلم تلویزیونی) | حنیفا حنیم |
| ۱۹۸۹       | میهمانان هتل آستوریا          | مهین خانم  |
| ۱۹۹۱       | پیش از طوفان (فیلم تلویزیونی) | زنِ عرب     |
| ۲۰۰۷       | هزاران سال دعاهای خوب         | مادام      |
| ۲۰۰۸       | سنگسار ثریا م.                | خانم مسعود |
| ۲۰۱۵       | شاه باب                       | مادر       |
| ۲۰۱۶       | جیمی وست‌وود: قهرمان آمریکایی  | مامان      |

## نمایش‌ها

### به زبان فارسی
| نام                        | نویسنده    | کارگردان       | توضیحات |
| -------------------------- | ---------- | -------------- | ------- |
| من از کجا، عشق از کجا      | پری صابری  | پری صابری      | -       |
| پرواز بر فراز آشیانه فاخته | -          | اریک خسروآبادی | -       |
| ضیافت                      | -          | منیژه محامدی   | -       |
| روای آمریکایی              | -          | مسعود اسدالهی  | -       |
| آغاز فصلی سرد              | سپیده کوشا | بلا وارد       | -       |

### به زبان انگلیسی
| نام                     | نویسنده                                     | کارگردان        | توضیحات |
| ----------------------- | ------------------------------------------- | --------------- | --- |
| Abaga                   | ترنج یقیازاریان                             | ترنج یقیازاریان | - |
| Nine Armenians          | لسلی آیوازیان                               | ترنج یقیازاریان | - |
| Karima City             | یوسف الگیندی                                | آرلین هود       | - |
| Love missile (موشک عشق) | ترنج یقیازاریان / هَـل گِلب / جاناکی ران پورا | -               | کمدی موزیکال |
| Karima City             |                                             |                 | به جشنواره تئاتر قاهره دعوت شد و دو شب اجرائی موفق و منجر به ساعت‌ها بحث و گفتگو میان بینندگان و کارگردان و نویسنده و هنرپیشگان شد |